# Église Saint-Jean de Narosse
L'église Saint-Jean de Narosse est un monument historique de Santenay, en Côte-d'Or.

## Historique
Une chapelle est élevée à partir de 1220 dans le hameau de Narosse, aujourd'hui Santenay-le-Haut. La nef, dotée de deux collatéraux de style roman tardif, donne probablement sur un chœur plat que coiffe un clocher à peigne. Elle acquiert le statut d'église paroissiale vers 1270.
Deux siècles plus tard, vers 1480, le chœur et les collatéraux laissent place à un nouveau chœur adjoint de deux chapelles, consacrées le 7 octobre 1490. Au cours du XVIe siècle, le clocher actuel est érigé, et les voûtes de la nef ainsi que les bas-côtés sont restaurés.
Sur une fresque murale du collatéral de gauche, saint Michel terrasse le dragon, scène identique à la statue de la chapelle de gauche de style renaissance italienne des environs de 1510. Dans la chapelle opposée, la statue de la Vierge, commandée par un bourgeois local, Denis Jonchapt, est exécutée en 1660 par Jacques Besullier. Les murs sont ornés par un litre funéraire, bande noire destinée à accueillir les armes des seigneurs à leur mort en signe de deuil, dont les dernières visibles sont celles de Jacques Philibert Parigot, marquis de Santenay, mort en 1783.
Le mobilier de l'église s'enrichit à la Révolution de l'apport des statues en bois polychromes du XVe et XVIe siècles de la chapelle Saint-Martin-des-Champs qui est détruite.
L'église paroissiale est fermée au culte le 27 octobre 1892, après la construction de Notre-Dame du Rosaire à Santenay-de-Bas.
Classée au titre des monuments historiques par arrêté du 21 janvier 1928, l'église fait l'objet de plusieurs chantiers de restaurations jusqu'en 2004.